# Антипатр из Тира
Антипа́тр из Тира (греч. Ἀντίπατρος; I в. до н.э.) — философ-стоик, современник Катона Младшего и Цицерона. Упоминается в трудах Страбона.
Написал О должном (лат. de Officiis), отрывок из которого цитирует Диоген Лаэртский в трактате О Космосе (греч. περὶ κόσμου).